# Paris-Roubaix 1899
Paris-Roubaix din 1899 a fost a patra ediție a Paris-Roubaix, o cursă clasică de ciclism de o zi din Franța. Evenimentul a avut loc pe 2 aprilie 1899 și s-a desfășurat pe o distanță de 268 de kilometri de la Paris până la velodromul din Roubaix. Câștigătorul a fost Albert Champion din Franța.

## Rezultate
| Loc | Ciclist                | Timp        |
| --- | ---------------------- | ----------- |
| 1   | Albert Champion (FRA)  | 8h 22' 52"  |
| 2   | Paul Bor (FRA)         | "+23' 21"   |
| 3   | Ambroise Garin (ITA)   | +23' 25"    |
| 4   | Pierre Chevalier (FRA) | +54' 10"    |
| 5   | Eugène Jay (FRA)       | +1h 52' 08" |
| 6   | Marcel Kerff (BEL)     | +1h 57' 38" |
| 7   | Lucien Itsweire (FRA)  | +1h 58' 11" |
| 8   | Jules Dubois (FRA)     | +2h 00' 54" |
| 9   | Lucien Delattre (FRA)  | +2h 39' 08" |
| 10  | Jean Fischer (FRA)     | +3h 20' 20" |